# Max Graf (Musikhistoriker)

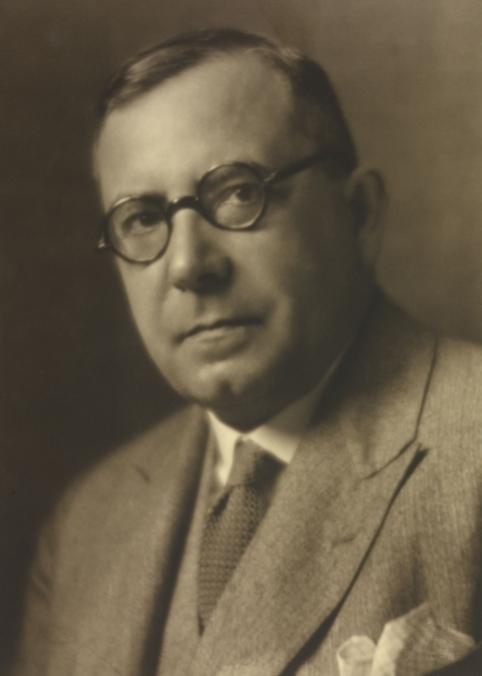
Georg Fayer: Max Graf (1927)

Max Graf (geboren 1. Oktober 1873 in Wien, Österreich-Ungarn; gestorben 24. Juni 1958 ebenda) war ein österreichischer Musikhistoriker und -kritiker.

## Leben
Max Graf studierte bei Eduard Hanslick, Anton Bruckner und Guido Adler. Er wurde 1902 Professor an der k.k-Akademie für Musik und darstellende Kunst in Wien (bis 1914). In der Zwischenkriegszeit war er einer der bekanntesten Musikkritiker. Nach dem „Anschluss Österreichs“ emigrierte er 1938 nach New York, im Jahr 1947 kehrte er zurück.
Graf wurde Ende 1904 in die Psychologische Mittwoch-Gesellschaft des Arztes Sigmund Freud eingeladen, hielt 1907 ein Referat und war bis Ende 1909 aktives Mitglied.
Max Graf war dreimal verheiratet. Aus der ersten Ehe gingen zwei Kinder hervor, darunter der Opernregisseur Herbert Graf. In dritter Ehe war er mit der Opernsängerin Polly Batic verheiratet.

## Werke
- Deutsche Musik im neunzehnten Jahrhundert, Berlin 1898
- Moderne Musik, 1946
- Legende einer Musikstadt, 1949
- Geschichte und Geist der modernen Musik, 1953
- Die Wiener Oper, 1955
- Jede Stunde war erfüllt, 1957

## Auszeichnungen
- 1952 Preis der Stadt Wien für Publizistik